# 모녀 기타
"모녀 기타"는 한국에서 제작된 강찬우 감독의 1964년 영화이다. 이민자 등이 주연으로 출연하였다.

## 출연

### 주연
- 이민자
- 태현실
- 신영균
- 김희갑
- 황해
- 허장강
- 양훈
- 주난지